# Jean Poyet

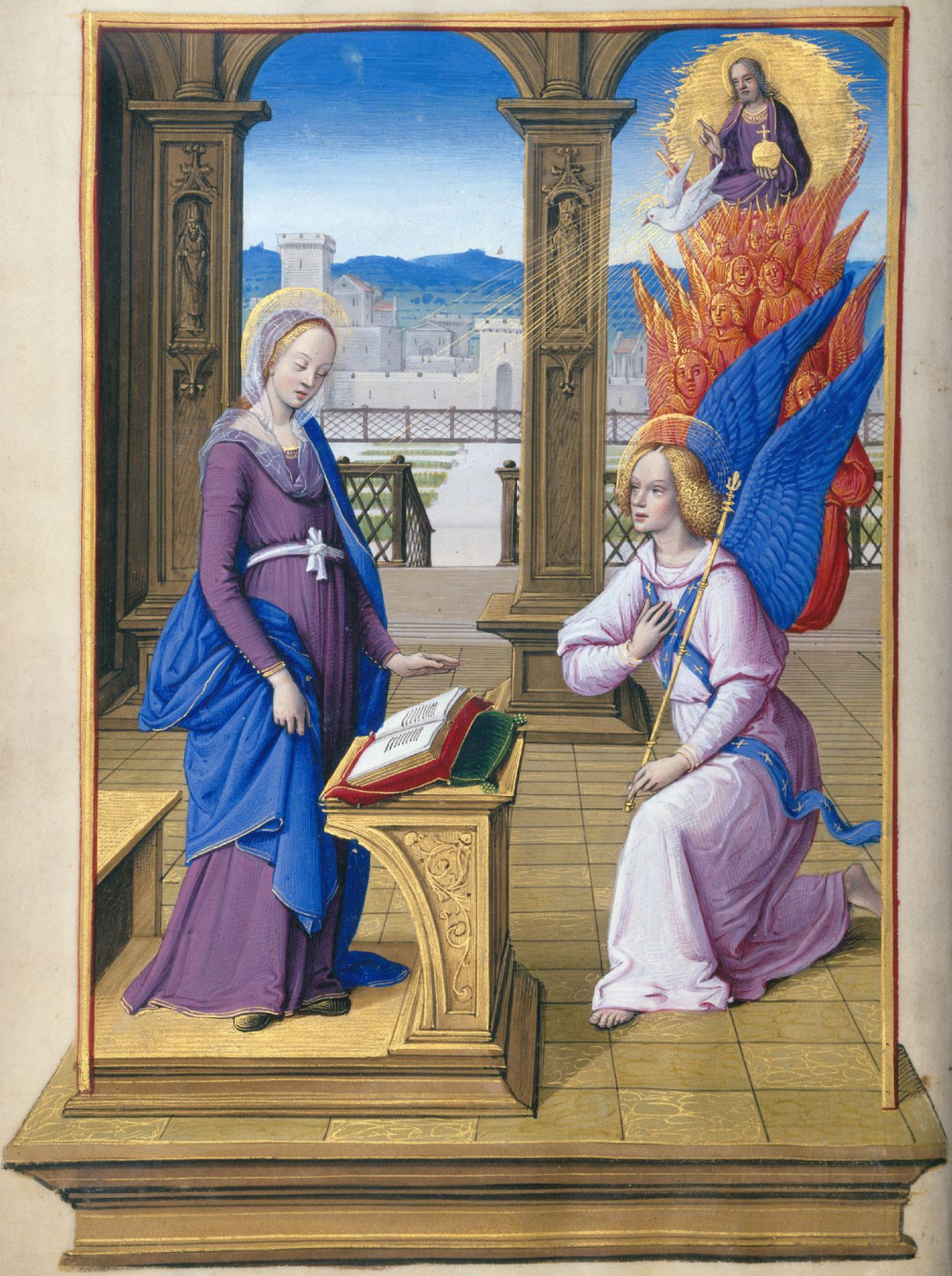
Jean Poyet, Annunciatie die actief de Getijden van Hendrik VIII, Pierpont Morgan Library, New York

Jean Poyet was een Franse miniaturist die actief was in het laatste kwart van de 15e eeuw. Hij werd door zijn tijdgenoten erg gewaardeerd en werkte voor Lodewijk VI, Karel VIII, Anne van Bretagne en Lodewijk XII.

## Biografie
Jean Poyet ook Jean Poyer genoemd, is een Frans miniaturist en paneelschilder die actief was tussen 1465 en 1504 in Tours. Hij was waarschijnlijk verwant met een Mathelin of Mathurin Poyet die men kent van een rekening voor het schilderen van een wapenschild voor Karel VII van Frankrijk in 1453. In documenten van 1465 komt een Jehan Poyet voor, die voor hetzelfde soort werk werd betaald, misschien is dit onze Jean Poyet. De eerste toewijzing waarvan men zeker is, was een betaling van 157  livre Tournois (pond van Tours) in 1483, voor het schilderen van 1031 wapenschilden die werden bevestigd aan kaarsen en toortsen voor de begrafenis van Charlotte van Savoye koningin en echtgenote van Lodewijk XI van Frankrijk. In hetzelfde document worden hem drie ellen zwarte stof toegekend voor het laten maken van zijn rouwkleding. Hij was dus duidelijk in dienst bij het hof en stond vrij hoog in de hiërarchie, want de hoogste rangen in het personeel kregen maar een halve el meer.
In 1491 staat hij opnieuw in de rekeningen. tussen andere lokale kunstenaars, voor de decoraties die gemaakt werden voor de plechtige intrede van Anne van Bretagne als koningin van Karel VIII van Frankrijk in Tours op 23 december van dat jaar. Poyet was daar duidelijk de organisator van de mysteriespelen die werden opgevoerd, maar hij werkte samen met Henry Lallemant een Vlaamse schilder
Op 24 augustus 1497 wordt Poyet opnieuw vermeld, ditmaal in de rekeningen van Anne van Bourgondië. Hij krijgt 153 livres tournois voor het verluchten van een petites heures naar het gebruik van Rome, met 23 miniaturen, 217 vignetten en 1500 lijnvullingen. De kopiist Jean Riveron staat in dezelfde rekening voor het schrijven van het boek.
De laatste vermelding is uit 1498 in een verslag van de schepenen van Tours over de organisatie van een plechtige intrede van Lodewijk XII van Frankrijk waar Poyet verantwoordelijk was voor een mysteriespel met als thema de Triomphen van Francesco Petrarca. De intrede ging echter niet door ommwille van een pest epidemie.
Jean Poyet werd door zijn tijdgenoten zeker naar waarde geschat. Zo schrijft Jean Brèche voor 1550 dat Jean Poyet een stuk beter was dan de Fouquet’s, vooral dan op het gebied van het perspectief en het schilderen en pas dan komen de latere kunstenaars zoals Jean d’Amboise, Bernard en Jean de Posay. Rekening houdend met de approximatieve geboortedatum van Jean Fouquet van 1420, plaatst dit Jean Poyet tussen 1440 en 1500.
Door een andere tijdgenoot, Jean Lemaire de Belges, wordt Poyet vergeleken met Jean Fouquet, Simon Marmion, Rogier van der Weyden, Jan van Eyck en Hugo van der Goes. In ditzelfde gedicht, geschreven in 1503, plaatst de dichter Jean Poyet tussen de overleden schilders, die hij vergelijkt met de levende artiesten. Men kan er dus van uitgaan dat Jean Poyet in 1503 overleden was.

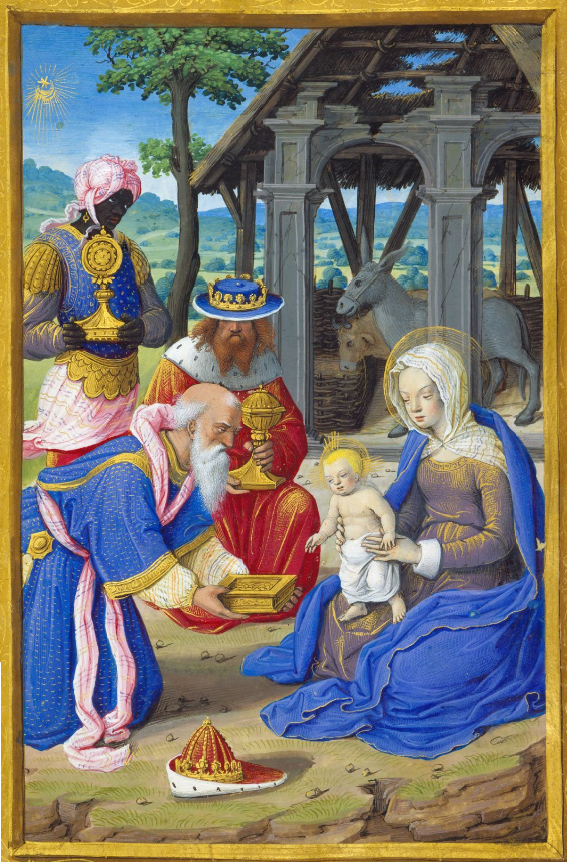
Aanbidding der wijzen, uit het Getijdenboek van Henri VIII, Pierpont Morgan Library, New York

## Werken toegeschreven aan Poyet
Gezien er geen enkel werk van Poyet gekend is dat kan geassocieerd worden met een van de documenten over de meester heeft men ook geen zekere vergelijkingsbasis om werken toe te schrijven aan Poyet. Niettemin wordt een ganse reeks werken met gelijklopende stilistische kenmerken, toegeschreven aan Poyet.  Wieck meent dat een blad uit een getijdenboek, bewaard in Philadelphia, afkomstig zou kunnen zijn uit de Petities Heures beschreven in de rekening van 153 pond uit 1497, dit zou een ommekeer betekenen in de discussie rondom de toeschrijvingen. 
De lijst van de voornaamste toegeschreven werken:
- Briçonnet getijdenboek , 1483-1491, Teylers Museum, Ms78, Haarlem.
- De triptiek van het kasteel van Loche (Triptique du Liget), 1485,  Loches, musée.
- Het gebedenboek van Anne van Bretagne, 1494-1495, Pierpont Morgan Library.
- Getijdenboek van Maria Tudor, Lyon, Bibliothèque municipale Ms1558.
- Tilliot getijden, ca. 1500, Londen, British Library, Yates Thompson Ms 5.[9]
- Het getijdenboek van Hendrik VIII, ca. 1500, Pierpont Morgan Library Ms. H.8.
- Missaal van Guillaume Lallemant, ca.. 1500, Pierpont Morgan Library Ms. M.495.
- Miniatuur Madonna met kind, los blad uit een getijdenboek, Parijs, Louvre, Département des Arts Graphiques, R.F. 3890.
- Blad uit een getijdenboek, Bewening van Christus, Philadelphia, Free Library, Rare Book Department, Lewis M.11.15a verso

## Pseudo Poyet
Zowel Wieck als Girault argumenteren dat Poyet in 1504 overleden was. Een aantal werken is volgens Wieck niet toe te schrijven aan de meester zelf, maar aan zijn atelier of opvolgers, hij kiest voor deze meester de noodnaam Pseudo-Poyet.
- Getijdenboek van Jean Lallemant, begin 16e eeuw, Londen, British Library, Ms. Add. 39641
- Getijdenboek door de Meester van Claude de France en Jean Poyet, Londen, British Library, Add. Ms. 35315.

## Stijl
We kunnen van Poyet zeggen dat hij te situeren is tussen twee renaissances enerzijds de Vlaamse van Marmion, Van Eyck en Van der Goes die het realisme in de schilderkunst en miniatuurkunst belichamen en anderzijds de Italiaanse. Zijn landschappen en interieurs zijn realistisch en gedetailleerd weergegeven zoals bij Van Eyck, hij schildert stevige maar mooi uitgewerkte figuren die anatomisch verantwoord zijn. Zijn kleurenpalet is dikwijls gedurfd, vooral in de kleurcontrasten en juxtaposities. Hij heeft een voorliefde voor architecturale details uit de Italiaanse renaissance. Zo schildert hij, in de miniatuur die de evangelist Marcus voorstelt in het Briçonnet getijdenboek, op de achtergrond een tafereel dat Venetië uitbeeldt. Zoals ook reeds door zijn tijdgenoten werd herkend, behandelde hij het perspectief op een meesterlijke wijze.

## Weblinks
- Getijdenboek Henri VIII: Bekijk het getijdenboek van Hendrik VIII online op de website van de Pierpont Morgan Library, New York.
- Gebedenboek van Anne van Bretagne: Bekijk het gebedenboek van Anne van Bretagne online op de website van de Pierpont Morgan Library, New York.

- Bibliothèque nationale de France: cb15540410z (data)
- Gemeinsame Normdatei: 122654587
- International Standard Name Identifier: 0000 0004 4592 5592
- Library of Congress Control Number: nr98016716
- Nationale Bibliotheek van Tsjechië: jx20060404003
- Nationale Bibliotheek van Israël: 987007343335105171
- Nederlandse Thesaurus van Auteursnamen: 24123512X
- SNAC: w67h56z3
- Système universitaire de documentation: 067174051
- Union List of Artist Names: 500018620
- Virtual International Authority File: 314818610
- WorldCat: E39PCjGVBP9jrD6gr4xDPPfP43